# Rafał Augustyn (Komponist)

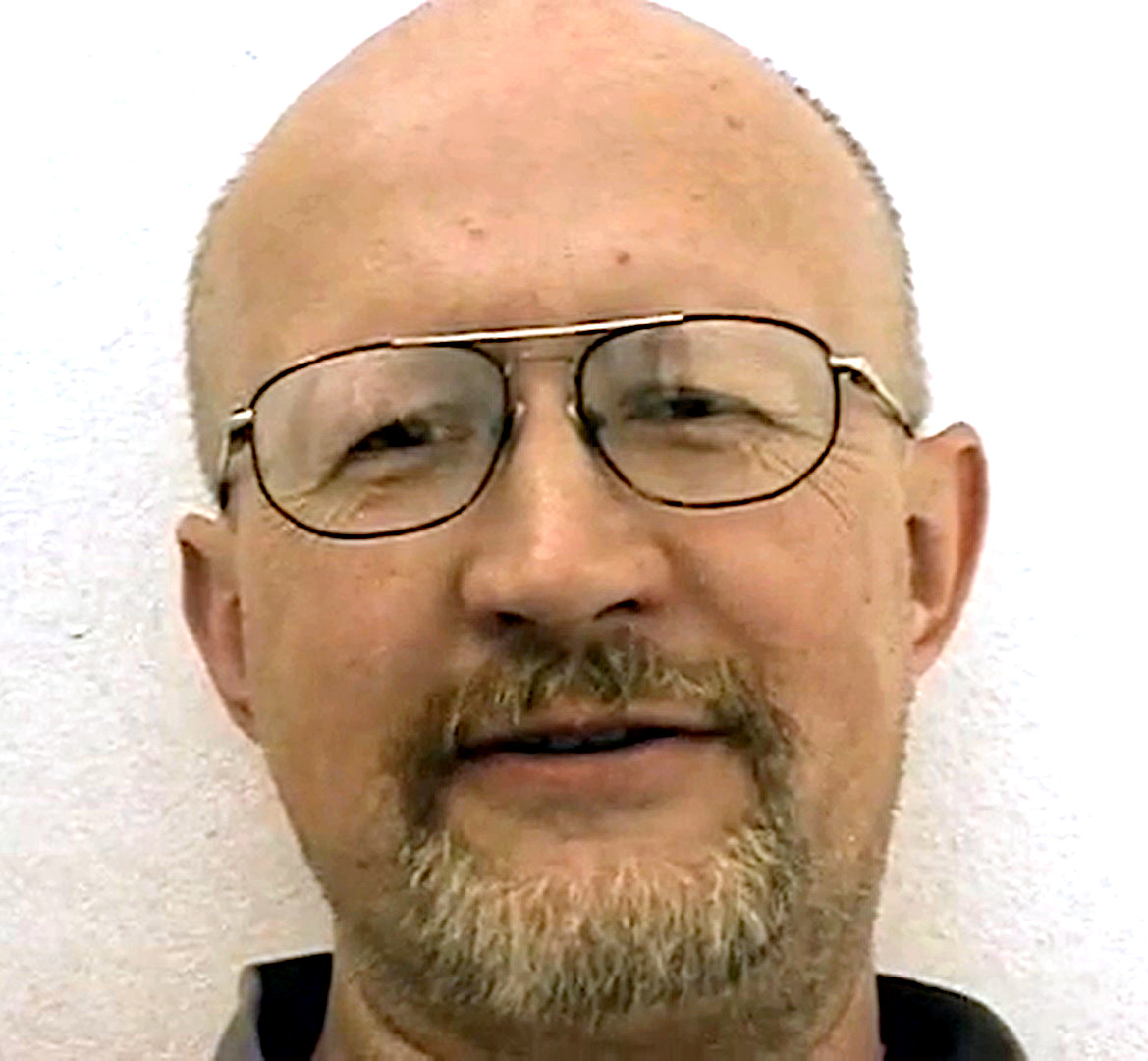
Rafał Augustyn (c. 2003)

Rafał Augustyn (* 28. August 1951 in Breslau) ist ein polnischer Komponist, Musik- und Literaturkritiker.
Augustin studierte von 1971 bis 1974 Komposition bei Ryszard Bukowski an der Staatlichen Musikhochschule Breslau. Von 1975 bis 1978 setzte er seine Ausbildung an der Musikhochschule Kattowitz bei Henryk Mikołaj Górecki fort. Parallel dazu studierte er von 1969 bis 1974 Polonistik an der Universität Breslau. Ab 1973 arbeitete er in der Abteilung für Kulturtheorie und Darstellende Kunst des Instituts für polnische Philologie der Universität. 1979–80 unterrichtete er Polnisch an der Stony Brook University.
Von 1980 bis 1998 gehörte Augustyn dem Programmkomitee des Warschauer Herbstes an. Mit Marek Pijarowski leitete er von 1984 bis 1994 das Festival für zeitgenössische Musik Musica Polonica Nova. Augustyn komponierte Kammermusik und Orchesterwerke, elektroakustische und Vokalmusik, Ballettmusiken und Musiken zu Pantomimen. Als Komponist von Schauspielmusiken arbeitete er u. a. mit Konrad Swinarski, Tadeusz Łomnicki, Henryk Tomaszewski, Kazimierz Braun, Tadeusz Minc, Krzysztof Zaleski, Wiesław Hejno und Jerzy Bieluna und als Musikberater mit  Jerzy Jarocki und Grzegorz Jarzyna zusammen. Er erhielt zahlreiche Preise für seine Werke, darunter die Gloria-Artis-Medaille für kulturelle Verdienste in Bronze und Silber.
Daneben veröffentlichte Augustyn Literatur- und Musikkritiken in Fachzeitschriften, im Rundfunk und Fernsehen. Im Verlag Polskie Wydawnictwo Muzyczne erschien 2014 seine Übersetzung von Charles Rosens Classic Style.

## Werke
- Cztery pieśni śląskie für gemischten Chor (1970–71)
- Utwory podróżne für Klavier (1971–82)
- Kwartet smyczkowy nr 1 (1973)
- Monosonata für Klavier (1976)
- Trzy kaligramy Apollinaire’a für Sopran oder Mezzosopran und Klavier (1976)
- Ballada na smyczki (1977)
- Klangfarbenmelodie für Perkussionsquartett (1979)
- En blanc et noir für Cembalo (1979) oder Cembalo und Kammerorchester (1979–80)
- Romans für Posaune, Kontrabass, Pauken und zwei Klaviere (1979)
- Atlantyda I für großes Orchester (1979)
- Dedykacja für Sopran und Streichquartett (1979)
- Carmina de tempore für Sopran, Klavier und Bratsche (1981)
- Kwartet smyczkowy nr 2 mit Flöte ad libitum (1981)
- A Life’s Parallels für hohe Stimme und Orchester (1983)
- Atlantyda II für großes Orchester und Chor (1983)
- Long Island Rail Road From Pennsylvania Station, N.Y.C. to Port Jefferson, Suffolk, L.I. (Eastbound), Change At Huntington; or From Nathan Milstein to Paul Zukofsky für Solovioline (Lasrom Tychy gewidmet) und Begleitobjekte (1984)
- Zeszłego roku w Elsynorze, zwei Skizzen für Violine und Klavier (1984)
- Symfonia hymnów für zwei Soprane, Trompete, Elektronik, Chor und Orchester (1984–2004)
- Figle szatana, Ballett nach Adam Münchheimer und Stanisław Moniuszko (1984–85)
- Sub Love, Nocturne für gemischten Chor (1986)
- Utwór cykliczny nr 1 für Solovioline oder Violinensemble (1986)
- Trzy nokturny rzymskie für gemischten Chor (1986–91)
- Varesiana für Flöte solo (1987)
- Stela für Violine solo (1987) oder Streichorchester (1987–91)
- Wariacje na temat Paganiniego für Klavier (1987–89)
- Król siedmiodniowy, Pantomime (1988)
- Auftakt für Orchester (1989)
- Utwór cykliczny nr 2 für verstärkten Kontrabass solo (1990)
- Pięć kaligramów Apollinaire’a für Sopran und Klavier (1990)
- Szczebrzeszyn für dreistimmigen Kinderchor (1991)
- SPHAE.RA, Musik in 24 Teilen für Tonband und Solisten (1992)
- Cantus puerorum, sacra rappresentazione, Pantomime (1993)
- A linea, 14 Variationen für Cello und Streichorchester (1994–95)
- In partibus colloquium für Männerchor und Klavier (1995)
- Grand jeté. Kwartet nr 2 1/2 mit Elektronik (1995–2005)
- Cinque pezzi diversi per violino e pianoforte (1996)
- Toccata festiva für Sinfonieorchester (1997)
- Per Sawa, Minihörspiel für Tonband (1997)
- Miroirs für fünf Darsteller (1997)
- Do ut des für Streichquartett (1998)
- Missa für Sopran, Alt, Orgel und Chor (1998)
- Osobne, vier Gedichte von Miron Białoszewski für Sopran, Flöte und Harfe (1999)
- IMAGE/ILLUSION, Klangkollektion (audiovisuelle Installation, mit Jerzy Olek und Tadeusz Sawa-Borysławski) (1999)
- Nie ma nic, Madrigal für gemischten Chor (2000)
- Wariacje na temat Marii Zduniak für Tonband oder Computer (2000)
- Au pair für Violine und Klavier (2001)
- Itinerarium, Concertino für Orchester und Klavier (2001)
- Małe narracje für zwei Sprecher und Ensemble (2003)
- Against Method für Violine solo (2004)
- Od Sasa. Dźwięki-pauzy-zdarzenia für gemischten Chor (2004–2005)
- Shadow, Inc. A parable for four players after H. Ch. Andersen für Klarinette, Violine, Cello und Klavier (2005)
- A 4. Impresja podróżna für Cello und Klavier (2005)
- Rękopis znaleziony w Saragossie, Choreografische Aktion nach Jan Potocki (2006–2007)
- Hinta-palinta für drei Darsteller (2009)
- Acqua alta. Utwór cykliczny nr 4 für Saxophon und Elektronik (2011)
- SPHAE.RA – Utwór cykliczny nr 3.2, Musik in 24 Teilen für Elektronik und Solisten (2014)
- Rondeau für Bläserquintett (2015)
- Kwartet smyczkowy (2016)
- Ricercar sopra il corale Es ist genug für Clavichord, Akkordeon, Klavier und Elektronik (2016)
- Descensus ad inferos, Oratorium für gemischten Chor (2016)
- Pierwsze czytanie. Rapsodia (nie)parlamentarna, Improvisation (2016)
- Ricercar sopra il corale Es ist genug für Clavichord und Klavier (2016)
- Krupówki für Streichorchester (2016)
- Descensus Christi ad inferos, apokryphes Oratorium für drei Chöre (2016)
- Krótka rozprawa. Ćwiczenia z retoryki stosowanej für drei Darsteller (2017)